# NGC 6764
NGC 6764 је спирална галаксија у сазвежђу Лабуд која се налази на NGC листи објеката дубоког неба.
Деклинација објекта је + 50° 55' 59" а ректасцензија 19h 8m 16,6s. Привидна величина (магнитуда) објекта NGC 6764 износи 11,9 а фотографска магнитуда 12,7. Налази се на удаљености од 35,141 милиона парсека од Сунца. NGC 6764 је још познат и под ознакама UGC 11407, MCG 8-35-3, CGCG 256-7, IRAS 19070+5051, PGC 62806.